# 帽溪戰役
帽溪戰役（法語：Bataille de Mao Khê），越盟稱爲黃花探戰役，發生於1951年3月23日至3月28日，是第一次印度支那戰爭中的一場交戰。由二戰英雄讓·德·拉特爾·德·塔西尼領導的法蘭西聯盟軍擊敗了武元甲將軍指揮的越軍。

## 前奏
在永安戰役遭受慘敗後，武元甲決定攻擊法國的後勤中心海防港，他選定海防以北32公里的帽溪作為打破法軍防線的突破口。他希望第316師在第308師和第312師的輔助進攻下，足以擊潰守軍。
帽溪的防守極為緊缺。該地由數個前哨包圍，該鎮本身由摩洛哥殖民步兵的一個裝甲排駐守，位於該鎮以北一公里的煤礦開採區則由一小支游擊隊駐守，在鎮東則為塞內加爾第三十綜合營的一個連守著一座天主教教堂，法軍總共有400名守軍。

## 戰鬥
在3月23日進行牽制後，越盟稍晚開始襲擊帽溪的前哨。到了26日他們已經佔領了所有主要前哨，並準備對城市展開主攻。但法國海軍突如其來的砲火使得越盟的進攻稍微停滯。後塔西尼決定派遣第6海軍陸戰隊傘兵團和部分砲兵連前往援助被圍困的守軍。3月27日清晨，越軍第312師的第209團對煤礦發動大規模進攻，駐守在該地的法軍不斷抵抗，在子彈耗盡後巧妙的撤退至城鎮中。
3月28日凌晨2點，越盟向該鎮開火。第308師發動了數次大規模步兵進攻，但被布置得當的法軍大砲擊退。越軍最終攻入了城鎮，與法軍展開激烈的肉搏戰。越軍在該天早上稍晚撤出。

## 後果
法軍的傷亡很少，僅有190人，而越軍在法軍的火砲和交戰下死傷慘重，超過3,000人傷亡。但武元甲的部隊傷亡遠少於兩個月前的永安戰役，使其於5月發動底江戰役，但最終失敗撤退。

## 註腳
1. ↑  Frederick Logevall: Embers of War – The Fall of an Empire and the Making of America's Vietnam, New York 2013, S. 271
2. ↑  Martin Windrow: The Last Valley - Dien Bien Phu and the French Defeat in Vietnam, Cambridge 2004, S. 114